# Vișina Nouă
Vișina Nouă es una comuna ubicada en el distrito de Olt, Rumania.

## Superficie
Posee una superficie de 20,67 kilómetros cuadrados.

## Demografía
Hasta 2021 la población era de 1512 habitantes, con una densidad de población de 73,15 habitantes por kilómetro cuadrado.